# Isidie

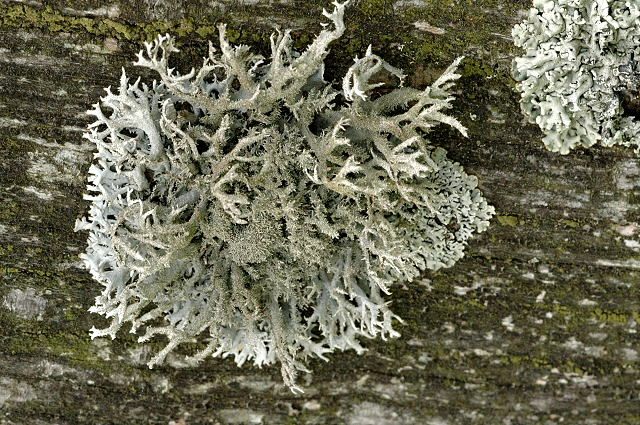
Pseudevernia furfuracea, besonders in der Lagermitte sind zahlreiche feine stiftförmige Isidien zu erkennen

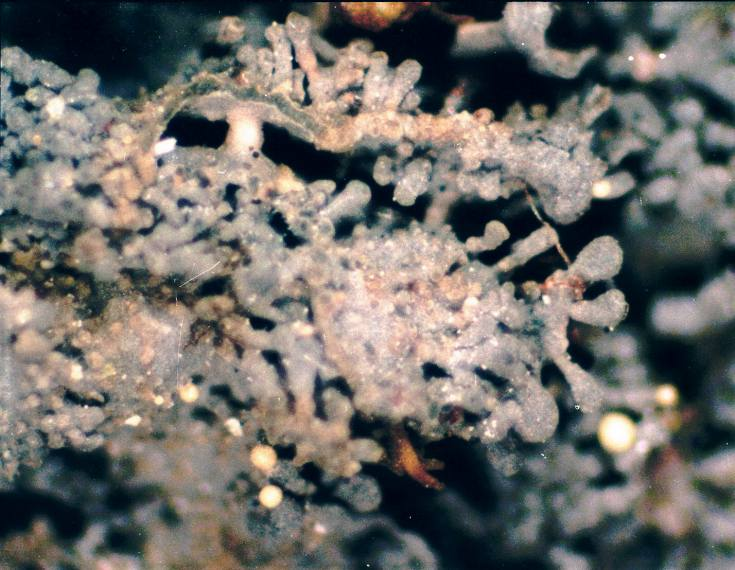
Leptogium cyanescens mit läppchenförmigen Isidien (Mikroskopaufnahme, 40× vergrößert)

Isidie (Plural: Isidien) ist ein Begriff aus der Flechtenkunde (Lichenologie). 
Isidien sind Auswüchse an der Thallus-Oberfläche von Flechten, die als Diasporen der vegetativen Vermehrung dienen (Flechten sind Symbiosen aus Alge und Pilz). Sie enthalten im Zentrum Algenzellen und werden von einer durch Hyphen des Pilzes gebildeten Rinde umschlossen. Ihre Form ist artabhängig sehr unterschiedlich: Isidien können zylindrisch-stiftförmig, warzig, lappig, schuppig, blattförmig, spatelförmig, kugelig oder korallenartig verzweigt sein. Zylindrische Isidien besitzen 0,01 bis 0,03 mm Durchmesser und erreichen je nach Art 0,5 bis 3 mm Länge. Ältere Isidien brechen leicht ab und können, z. B. durch Regenwasser, Wind oder Tiere verfrachtet, auf geeigneter Unterlage zu neuen Flechten heranwachsen. 25 bis 30 % aller Gattungen der Blatt- und Strauchflechten entwickeln Isidien, bei Krustenflechten treten sie nur selten auf.
Andere bei Flechten vorkommende vegetative Verbreitungseinheiten sind Soredien.